# Henry Winterfeld
Henry Winterfeld (Amburgo, 9 aprile 1901 – Machias, 27 gennaio 1990) è stato uno scrittore tedesco naturalizzato statunitense.
Pubblicò i primi libri con lo pseudonimo di Manfred Michael per poi trasferirsi negli Stati Uniti nel 1940, acquisendo la nazionalità americana nel 1946 e per viverci fino al 1990, anno della sua morte.

## Biografia
Inizia la sua carriera di scrittore nel 1933, iniziando a scrivere per divertire suo figlio, Thomas Henry Winterfeld (1923 - 2008, un oceanografo), che era giovane e malato di scarlattina. Il risultato fu il suo primo libro Timpetill, che venne pubblicato nel 1937 in Germania sotto lo pseudonimo di Manfred Michael.
Ha scritto molti libri destinati ai bambini tradotti in varie lingue. Molti di questi libri sono stati utilizzati come soggetto per diversi film, come per esempio I ragazzi di Timpelbach (2008).
A causa del nazismo, Henry Winterfeld, che era un ebreo, si trasferì in Austria nel 1933 e da lì emigrò in Francia nel 1938. Nell'ottobre del 1939, fu arrestato e internato a Nevers fino al maggio del 1940. Dopo il suo rilascio, la sua famiglia emigrò negli Stati Uniti, prima che le truppe naziste invadessero la Francia (l'invasione iniziò il 10 maggio 1940). Nel 1946, acquisì la nazionalità americana. La nipote di Henry Winterfeld, Marianne Gilbert Finnegan, descrisse la sua vita negli Stati Uniti nella sua autobiografia Memories of a Mischling: Becoming an American.
Winterfeld ha studiato musica a Berlino prima di dedicarsi alla scrittura e al cinema.
È conosciuto per la serie Caius, gialli storici per i ragazzi ambientati nell'antica Roma: si tratta di 4 romanzi pubblicati a partire dagli anni cinquanta, collocabili in una imprecisata epoca della Roma imperiale, in un periodo non ben definito; le indagini sono affidate a scolaretti romani.
In lingua italiana sono stati pubblicati Detective in toga (Caius ist ein Dummkopf) e Caio ha un'idea luminosa (Caius geht ein Licht auf).
Nel 1960 erano stati pubblicati da Il Martin Pescatore (collana per ragazzi diretta da Donatella Ziliotto) i romanzi Piovuta dal cielo e Telegramma da Lilliput. In omaggio alla protagonista di Piovuta dal cielo, Bianca Pitzorno chiamò "Mo" il personaggio principale del suo Extraterrestre alla pari

## Vita privata
Henry Winterfeld fu sposato con Elsie Winterfeld. Ha lavorato come designer di giocattoli e ha creato una bambola brevettato a tre teste.

## Opere
- Timpetill - Die Stadt ohne Eltern (1937) (Timpetill. La città senza genitori, Era Nuova; il titolo inglese è Trouble at Timpetill)[4][5]
- Caius ist ein Dummkopf (1953) (Detective in toga, Mondadori)[4][5][6]
- Kommt ein Mädchen geflogen (1956) ( Henry Winterfeld, Piovuta dal cielo, illustrazioni di Regina Ackermann-Ophuls, collana Il Martin Pescatore, Firenze, Vallecchi, 1960.) Il titolo inglese è Star Girl[4][5][7]
- Telegramm aus Liliput (1958) ( Henry Winterfeld, Telegramma da Lilliput, illustrazioni di Regina Ackermann-Ophuls, collana Il Martin Pescatore, Firenze, Vallecchi, 1960.) Il titolo inglese è Castaways in Lilliput[4][5]
- Pimmi Pferdeschwanz (1967)
- Caius geht ein Licht auf (1969) Il titolo inglese è Mystery of the Roman Ransom [4][5]
- Der Letzte der Sekundaner (1971)
- Caius in der Klemme (1976)[5]
- Caius, der Lausbub aus dem alten Rom
- Caius geht ein Licht auf (Caio ha un'idea luminosa, Janus)